# Stefano Franscini
Pour les articles homonymes, voir Franscini.
Stefano Franscini, homme politique suisse, né le 23 octobre 1796 à Bodio, décédé le 19 juillet 1857 à Berne, bourgeois de Bodio (Tessin), conseiller fédéral de 1848 à 1857.
- Il fait partie du premier conseil fédéral
- Parti radical-démocratique
- 1848-1857 : Département de l'intérieur

## Jeunesse et politique cantonale
Issu d’une famille pauvre de paysans de Bodio dans la basse Leventine, Franscini reçoit sa première formation scolaire donnée gratuitement en hiver par le pasteur dans le village voisin de Personico. Sa famille veut qu’il devienne prêtre. Franscini satisfait à ses attentes et entre au séminaire des prêtres de Pollegio en 1808, puis au séminaire archiépiscopal de Milan en 1815. En 1819, il se tourne vers des branches laïques et poursuit sa formation en histoire, en droit, en économie, en statistique et en pédagogie. Pendant ses études, il gagne sa vie en enseignant dans plusieurs écoles de Milan.
En 1823, il épouse Teresa Massari (avec qui il aura deux enfants) et rentre au Tessin l'année suivante. Franscini poursuit son activité d’enseignant, rédige des manuels scolaires et publie des articles dans la Gazzetta Ticinese. En 1826, il fonde à Lugano avec son épouse une école destinée à l’enseignement mutuel selon la méthode Lancaster, qui laisse les milieux conservateurs sceptiques. Il propose également un enseignement scolaire aux filles. En parallèle, il commence à publier des ouvrages statistiques. Franscini dénonce dans plusieurs écrits les graves lacunes du système d'éducation et la politique réactionnaire du Tessin. Dans une brochure rédigée de manière anonyme et en tant que rédacteur de l’Osservatore del Ceresio, il appelle à une révision de la constitution au sens libéral, ce qui lui vaut une inculpation pour incitation à l'émeute.
Les forces libérales s’imposent en 1830. Franscini est élu au parlement cantonal, le Gran Consiglio, et reprend par ailleurs la fonction de secrétaire d'État. Sa femme Teresa Massari décède en 1831 et il épouse la sœur de celle-ci, Luigia, cinq ans plus tard. Il continue à écrire pour l’Osservatore del Ceresio et le Repubblicano della Svizzera italiana. Il est membre du Consiglio di Stato, le gouvernement cantonal de 1837 à 1845 et de 1847 à 1848. Entre deux, de 1845 à 1847, il occupe à nouveau le poste de secrétaire d’État. Franscini s’engage pour un meilleur système d’éducation et pour la promotion de l’industrie et du commerce. Pendant les années 1841, 1843, 1845 et 1846, il représente le Tessin à la Diète fédérale.
Franc-maçon, en 1844 il est parmi les fondateurs de la Grande Loge suisse Alpina.

## Conseil fédéral
Après la victoire des cantons libéraux à la guerre du Sonderbund et l’entrée en vigueur de la nouvelle Constitution fédérale, Franscini est élu au Conseil national. Le 16 novembre 1848, l’Assemblée fédérale l’élit au Conseil fédéral ; au troisième tour, Franscini obtient 68 voix sur 132, réalisant ainsi le plus mauvais score des nouveaux conseillers fédéraux. Au gouvernement, il est considéré comme un marginal en raison de ses lacunes en allemand et de ses problèmes d’ouïe. Franscini se voit attribuer le Département de l’intérieur, dont l’importance est faible à l’époque, les cantons ayant encore beaucoup de compétences en politique intérieure.
En 1850, Franscini organise presque seul le premier recensement de la population à l’échelle suisse. Il fait œuvre de pionnier également dans la mise en place des archives fédérales. Il élabore la législation nécessaire dans les domaines de l’agriculture, de la sylviculture et de la construction routière. Son projet d'université fédérale échoue en raison des particularismes cantonaux. En 1854, Franscini n’est confirmé dans sa position qu’au troisième tour des élections. Il perd la même année son siège de député du Conseil national pour le canton du Tessin, dont il a besoin pour exercer sa fonction de Conseiller fédéral. Il ne reste au Conseil fédéral que grâce au siège que lui propose le canton de Schaffhouse.
L'école polytechnique fédérale de Zurich (Eidgenössische Technische Hochschule, anciennement Polytechnikum) est créée en 1855 sous l’égide de Franscini. Franscini est membre de l’Institut de France dès 1856. Pour éviter une nouvelle débâcle aux élections, il annonce sa démission pour la fin de 1857. Il meurt peu après, de manière totalement inattendue, à l'âge de 60 ans alors qu’il est encore en fonction. Les nombreux ouvrages statistiques de Franscini et ses travaux préparatoires de législation sont à la base de la création de l’Office fédéral de la statistique en 1860.

## Ouvrages
- Statistica della Svizzera, Lugano 1827; 2e édition 1848-49, supplément 1851
- Della pubblica istruzione nel Cantone Ticino, Lugano 1828
- Della riforma della Constituzione Ticinese, Zurich 1829
- Der Kanton Tessin, historisch-geographisch-statistisch geschildert, Saint-Gall 1835
- Statistica della Svizzera italiana, Lugano 1837–1839
- Übersichten der Bevölkerung der Schweiz, Berne 1851
- Semplici verità ai Ticinesi sulle finanze e su altri oggetti di ben pubblico, Lugano 1854
- Storia della Svizzera italiana dal 1797 al 1802, compilation de Pietro Peri, Lugano 1864
- Annali del cantone Ticino, édité par G. Martinola, Bellinzone 1953

## Sources
- (de) Raffaello Ceschi, « Stefano Franscini », dans Urs Altermatt, Die Schweizer Bundesräte : Ein biographisches Lexikon, Zurich/Munich, Artemis Verlag, 1991, 2e éd. (ISBN 3-7608-0702-X), p. 127–132.